# Alaguir
Alaguir (en ossète et en russe : Алагир) est une ville industrielle de la république d'Ossétie-du-Nord-Alanie, une république autonome de Russie, et le centre administratif du raïon Alaguirski. Sa population s’élève à 20 575 habitants en 2013.

## Géographie
Alaguir est située près de la rivière Ardon, à 37 km à l'ouest de Vladikavkaz, capitale de la république.

## Histoire
La ville a été fondée en 1850 par le prince Mikhaïl Semionovitch Vorontsov, namestnik du Caucase, près d'une ancienne mine de cuivre et d'argent, dans la gorge d'Alaguir. Elle a d'abord été une cité fortifiée bâtie autour d'une fonderie et devint un important centre minier. Elle reçut le statut de ville en 1938. L'économie d'Alaguir est toujours fondée sur l'extraction minière, mais possède un important secteur de travail du bois et de conserverie.

## Population
Recensements (*) ou estimations de la population
| 1939*  | 1959*  | 1970*  | 1979*  | 1989*  |
| ------ | ------ | ------ | ------ | ------ |
| 12 648 | 15 163 | 18 161 | 19 007 | 21 132 |

| 2002*  | 2010*  | 2012   | 2013   | - |
| ------ | ------ | ------ | ------ | - |
| 21 496 | 20 949 | 20 709 | 20 575 | - |

La ville est peuplée très majoritairement d'Ossètes (91 % en 2002), mais compte également une minorité russe (6,2 %).